# Напаскіак (Аляска)
Напаскіак (англ. Napaskiak) — місто (англ. city) в США, в окрузі Бетел штату Аляска. Населення — 509 осіб (2020).

## Географія
Напаскіак розташований за координатами 60°41′51″ пн. ш. 161°44′56″ зх. д. / 60.69750° пн. ш. 161.74889° зх. д. (60.697551, -161.748891).  За даними Бюро перепису населення США в 2010 році місто мало площу 10,31 км², з яких 9,39 км² — суходіл та 0,91 км² — водойми. В 2017 році площа становила 8,22 км², з яких 7,52 км² — суходіл та 0,70 км² — водойми.

## Демографія
Згідно з переписом 2010 року, у місті мешкало 405 осіб у 94 домогосподарствах у складі 87 родин. Густота населення становила 39 осіб/км².  Було 135 помешкань (13/км²).
Расовий склад населення:
| - 96,5 % — корінних американців - 3,0 % — білих |

До двох чи більше рас належало 0,5 %. Частка іспаномовних становила 0,0 % від усіх жителів.
За віковим діапазоном населення розподілялося таким чином: 40,5 % — особи молодші 18 років, 52,1 % — особи у віці 18—64 років, 7,4 % — особи у віці 65 років та старші. Медіана віку мешканця становила 22,6 року. На 100 осіб жіночої статі у місті припадало 105,6 чоловіків;  на 100 жінок у віці від 18 років та старших — 99,2 чоловіків також старших 18 років.
Середній дохід на одне домашнє господарство  становив 47 372 долари США (медіана — 30 625), а середній дохід на одну сім'ю — 47 126 доларів (медіана — 30 833). Медіана доходів становила 30 625 доларів для чоловіків та 36 250 доларів для жінок. За межею бідності перебувало 28,3 % осіб, у тому числі 32,3 % дітей у віці до 18 років та 26,2 % осіб у віці 65 років та старших.
Цивільне працевлаштоване населення становило 98 осіб. Основні галузі зайнятості: освіта, охорона здоров'я та соціальна допомога — 43,9 %, публічна адміністрація — 18,4 %, роздрібна торгівля — 10,2 %, будівництво — 9,2 %.